# Ніпігон (річка)
Ніпігон (Ніпіґон) розташована в районі Тандер-Бей на північному заході Онтаріо, Канада. Річка протяжністю близько 48 км (або 209 км, якщо вимірювати до витоку річки Омбабіка) і 50 - 200 м вшир, що тече від озера Ніпігон до затоки Ніпігон на озері Верхньому в громаді Ред-Рок, опускаючись з висоти 260 до 183 м н.р.м. Це найбільша притока Верхнього озера, що впадає до за нього кілька км від міста Ніпігон. 
Від 1943 року 14 360 квадратних кілометрів (5 545 миля2) басейну річки Оґокі  було скеровано до верхів’їв річки Літл-Джекфіш, притоки озера Ніпігон. Це відведення збільшує розмір басейну річки майже на 60% до 39 760 квадратних кілометрів (15 350 миля2) і вносить в середньому близько 116 м3/с до річки Ніпігон. Це збільшення потоку спричинило значну ерозію та зсуви берегів вздовж річки.

## Історія
Річка Ніпігон раніше була відома розміром і кількістю струмкової форелі, яка там водилась. Однак чотири греблі, побудовані на Ніпігоні, призвели до значного скорочення їх популяції. Чотири дамби:
- Дамба Камерон-Фолс, побудована в 1918 році
- Дамба Вірджін-Фолс, побудована в 1925 році
- Дамба Алекзендер 1930 року побудови
- Дамба Пайн-Портедж, побудована в 1950 році

## Сучасне використання
Три гідроелектростанції на Ніпігоні, гребля Камерон-Фоллз, гребля Алекзендер та гребля Пайн-Портедж (всі підлягають Ontario Power Generation), разом забезпечили 2144 гігават-годин у 2000 році. Однак це фактично унеможливлює подорож моторним човні між озерами Ніпігон і Верхнім. Річка також є популярним місцем риболовлі.

## Рибальство
У річці Ніпігон виявлено 46 видів риб, у тому числі рідкісного осетра, циско (Coregonus artedi) та струмкову форель. 

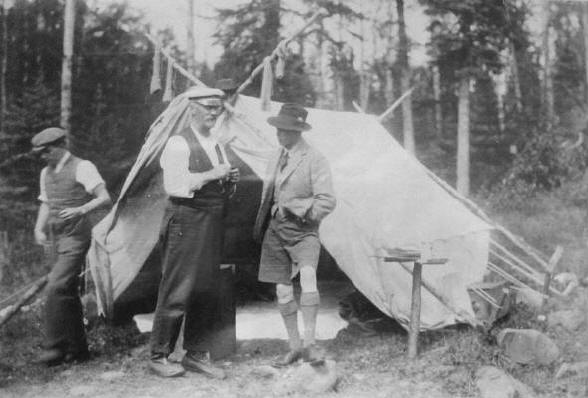
Едвард, принц Уельський, розмовляє з річковим провідником Нілом Макдугаллом у їхньому таборі на річці Ніпігон, 1919 рік.

У 1915 році доктор Кук встановив світовий рекорд, зловивши найбільшу струмкову форель, також відому як палія американська. Через чотири роки Едвард, принц Уельський (пізніше король Едвард VIII і герцог Віндзорський), провів час на риболовлі на Ніпігоні; форель, яку він спіймав, була спрепарована і сьогодні виставлена в Національному архіві Канади. На річці також відбувається нерест озерної форелі, райдужної форелі та лосося в різні пори року. Риба, яка мігрує вгору по річці, здатна дістатися до першої дамби, яка розташована приблизно за 24 км від гирла річкової системи. Водосховище між дамбами добре промислове, особливо для великої крапчастої та озерної форелі.
Ловлять рибу з першого травня до замерзання в кінці листопада. До річки можна дістатися човном або ловити рибу з берега з різних вигідних місць.

## Зовнішні посилання
- Міністерство природних ресурсів Онтаріо – річка Ніпігон
- Генерація електроенергії Онтаріо – річка Ніпігон